# Deandre Watkin
Deandre Watkin (* 9. Dezember 2002) ist ein jamaikanischer Sprinter, der sich auf den 400-Meter-Lauf spezialisiert hat.

## Sportliche Laufbahn
Erste internationale Erfahrungen sammelte Deandre Watkin im Jahr 2021, als er bei den U18-NACAC-Meisterschaften in Santiago de Querétaro in 47,63 s die Bronzemedaille über 400 Meter gewann und sich mit der jamaikanischen Mixed-Staffel über 4-mal 400 Meter in 3:28,14 min die Silbermedaille sicherte. 2024 nahm er an den Olympischen Sommerspielen in Paris teil und schied dort in der ersten Runde über 400 Meter aus.
2024 wurde Watkin jamaikanischer Meister im 400-Meter-Lauf.

## Persönliche Bestleistungen
- 200 Meter: 20,70 s (+1,4 m/s), 8. März 2020 in Kingston
- 400 Meter: 44,48 s, 28. Juni 2024 in Kingston